# Chromis lineata
Chromis lineata, thường được gọi là cá thia sọc, là một loài cá biển thuộc chi Chromis trong họ Cá thia. Loài này được mô tả lần đầu tiên vào năm 1928.

## Phân bố và môi trường sống
C. lineata có phạm vi phân bố rộng rãi ở vùng biển Ấn Độ Dương và Tây Thái Bình Dương. Chúng được tìm thấy gần như khắp quần đảo Mã Lai, phía đông đến Melanesia; phía nam đến vùng đông bắc Úc. Ở Ấn Độ Dương, được tìm thấy tại đảo Giáng Sinh. C. lineata sống xung quanh những rạn san hô gần bờ, thường ở vùng nước rất đục với dòng chảy mạnh, ở độ sâu khoảng 3 – 15 m.

## Mô tả
C. lineata trưởng thành dài khoảng 7 cm. Cơ thể có màu vàng xám với những chấm xanh xếp thành các hàng ngang. Rìa vây lưng và vây hậu môn có màu xanh sáng. Đuôi có màu vàng trong suốt. Thức ăn của C. lineata là những sinh vật phù du. Chúng thường bơi thành những nhóm nhỏ lỏng lẻo hoặc sống đơn độc gần hang động của nó. Cá đực có tập tính bảo vệ và chăm sóc những quả trứng.
Số ngạnh ở vây lưng: 12; Số vây tia mềm ở vây lưng: 11 - 12; Số ngạnh ở vây hậu môn: 2; Số vây tia mềm ở vây hậu môn: 11 - 12; Số vây tia mềm ở vây ngực: 17 - 18.